# Ammar Idrizi
Ammar Idrizi (* 17. September 2001 in Sursee LU) ist ein Schweizer Handballspieler, der als Linkshänder auf dem rechten Flügel spielt. Er spielt seit 2019 beim Schweizer Club HC Kriens-Luzern in der höchsten Schweizer Liga. Im Jahr 2021 debütierte er für die Schweizer Nationalmannschaft in der EM-Qualifikation gegen Dänemark.

## Leben
Ammar Idrizi absolvierte die Primarschule & Sekundarschule in Sursee. Daraufhin machte er die Lehre als Kaufmann EFZ an der Freis Talent School.

## Sportliche Karriere
Ammar Idrizi begann seine Karriere als 6-Jähriger beim Club BSV RW Sursee, wo sein Vater Trainer war. Mit 11 Jahren wechselte er mit seinem Bruder Adnan zur SG Pilatus nach Luzern. Dies ist die Juniorenabteilung vom HC Kriens-Luzern. Ammar Idrizi war bei den Junioren auf der Position rechter Rückraum und rechter Flügel aktiv. Im Jahr 2018/19 wechselte Idrizi zu Handball Emmen in die zweithöchste Liga der Schweiz. Er spielte in dieser Saison in der U19-Elite bei SG Pilatus, wo er 140 Tore schoss & bei Handball Emmen, wo er 86 Tore schoss. Daraufhin wechselte Idrizi im Jahr 2019 zu HC Kriens-Luzern und unterschrieb seinen ersten Vertrag.
Idrizi war bei der U17, U19 & U21 Schweizer Nationalmannschaft aktiv und bestritt im Jahr 2021 sein erstes Länderspiel in der EM-Qualifikation gegen Dänemark.

## Erfolge
- U15 IHV Regionalmeister, 2012–13
- U15 Schweizermeister Auswahl IHV, 2013–14
- Silbermedaille Schweizer Cup 2020/21 HC Kriens-Luzern
- Schweizer Cupsieger 2022/23 und 2024/25 mit dem HC Kriens-Luzern